# 2MASS J1645-1319
2MASS J1645-1319 (= 2MASS J16452211-1319516) is een bruine dwerg met een spectraalklasse van L. De ster bevindt zich 36,77 lichtjaar van de zon.